# Fluorid europnatý
Fluorid europnatý je anorganická sloučenina s chemickým vzorcem EuF2. Fluorid europnatý byl poprvé připraven v roce 1937.

## Příprava
Fluorid europnatý lze připravit redukcí fluoridu europitého kovovým europiem nebo vodíkem:
2 EuF3 + Eu → 3 EuF2
2 EuF3 + H2 → 2 EuF2 + 2 HF

## Vlastnosti
Fluorid europnatý je světle žlutá pevná látka se strukturou fluoritu. Při tlaku 114 kPa a při teplotě 400 °C přechází sloučenina na ortorombickou krystalickou strukturu (typu fluoridu olovnatého).

## Využití
Fluorid europnatý lze použít k dopování trojmocných fluoridů vzácných zemin, jako je fluorid lanthanitý, a vytvořit tak strukturu se zvýšenou vodivostí oproti čistému krystalu. Takové krystaly lze použít jako specifickou polopropustnou membránu v iontově selektivní elektrodě citlivé na fluoridy.